# Sebastian Kurz
Sebastian Kurz (født 27. august 1986 i Wien) er en østrigsk konservativ politiker (ÖVP) som var Østrigs forbundskansler 2017-19 og 2020-21. Han har tidligere været minister for EU-, integration- og udenrigssager fra 2013, og leder af ÖVP siden juli 2017.

## Liv og virke

### Baggrund
Sebastian Kurz er søn af gymnasielærer Elisabeth og ingeniør Josef Kurz. Han er enebarn. Han er født og opvokset i den gamle arbejderbydel Meidling i Wien, hvor en stor del af befolkningen har indvandrerbaggrund. Efter afsluttende eksamen i 2004 aftjente han sin værnepligt i Österreichs Bundesheer og studerede retsvidenskab ved Universität Wien, uden at afslutte studierne. Ved siden af studierne arbejdede han for et advokatfirma og et forsikringsselskab.

### Politisk engagement
Han meldte sig ind i ungdomsorganisationen Junge Volkspartei i Wien i 2003. Kurz var delstatsformand i Junge Volkspartei i Wien 2007–2012. Han har været forbundsformand i Junge Volkspartei og viceformand i Österreichische Volkspartei i Wien siden 2009. Kurz var medlem af Wiens delstatsforsamling og bystyre 2010–2011.

### Minister
I perioden 2011–2013 var han statssekretær for integreringsspørgsmål i Østrigs indenrigsministerium, hvor han blev kendt for krav om tyskkundskaber før skolealder, tyskundervisning for muslimske religiøse ledere og et forum for dialog med de religiøse ledere.
Kurz blev EU's yngste udenrigsminister og Østrigs yngste minister nogensinde i 2013. Med sig til udenrigsdepartementet fik han det overordnede ansvar for integreringspolitikken. I 2013 blev Kurz også indvalgt i det østrigske Nationalråd med omkring 35.700 personlige stemmer, flere end nogen af de øvrige kandidater.
Kurz blev 1. juli 2017 valgt til leder (Obmann) af ÖVP, med 98,7 % af stemmerne.

### Forbundskansler
Han blev 18. december 2017 udnævnt til Østrigs forbundskansler. Kurz dannede regering sammen med partiet FPÖ.
Halvandet år senere, den 27. maj 2019, fremsatte socialdemokraterne SPÖ's parlamentsleder Pamela Rendi-Wagner et mistillidsforslag mod Kurz. Forslaget kom i kølvandet på den såkaldte Ibiza-affære, hvor blandt andre FPÖ's partileder Heinz-Christian Strache var indblandet. Strache var gået i en fælde for at undergrave ham, idet han tilbød statslige kontrakter mod partistøtte til en russisk kvinde. Både SPÖ, mindre partier og Kurz' tidligere koalitionpartner FPÖ, som trak sig fra regeringen efter, at Kurz afsatte FPÖ-statsråd Strache, stemte for forslaget. En midlertidig regering blev få dage ledet af den tidligere finansminister Hartwig Löger. Derefter fulgte udnævnelsen af regeringen Brigitte Bierlein frem til nyvalgene i september 2019. Det var første gang i den østrigske republiks historie at en regering var blevet fældet af et mistillidsvotum – til trods for 185 forsøg siden 1945. Med en varighed på knapt halvandet år var Kurz' regeringsperiode også blandt de korteste i landets historie.
Efter nationalrådsvalget i Østrig 2019, hvor ÖVP vandt, indledte Kurz regeringsforhandlinger med partiet de grønne. I januar 2020 præsenterede Kurz en regeringsplatform, og blev den 7. januar indsat som ny kansler.. Han trak sig 9. oktober 2021 for ikke at blive væltet ved en mistillidsafstemning ugen efter som følge af en igangværende korruptionsskandale. 